# Climacoptera crassa
Climacoptera crassa är en amarantväxtart som först beskrevs av Friedrich August Marschall von Bieberstein, och fick sitt nu gällande namn av Viktor Petrovitj Botjantsev. Climacoptera crassa ingår i släktet Climacoptera, och familjen amarantväxter. Inga underarter finns listade i Catalogue of Life.

## Bildgalleri

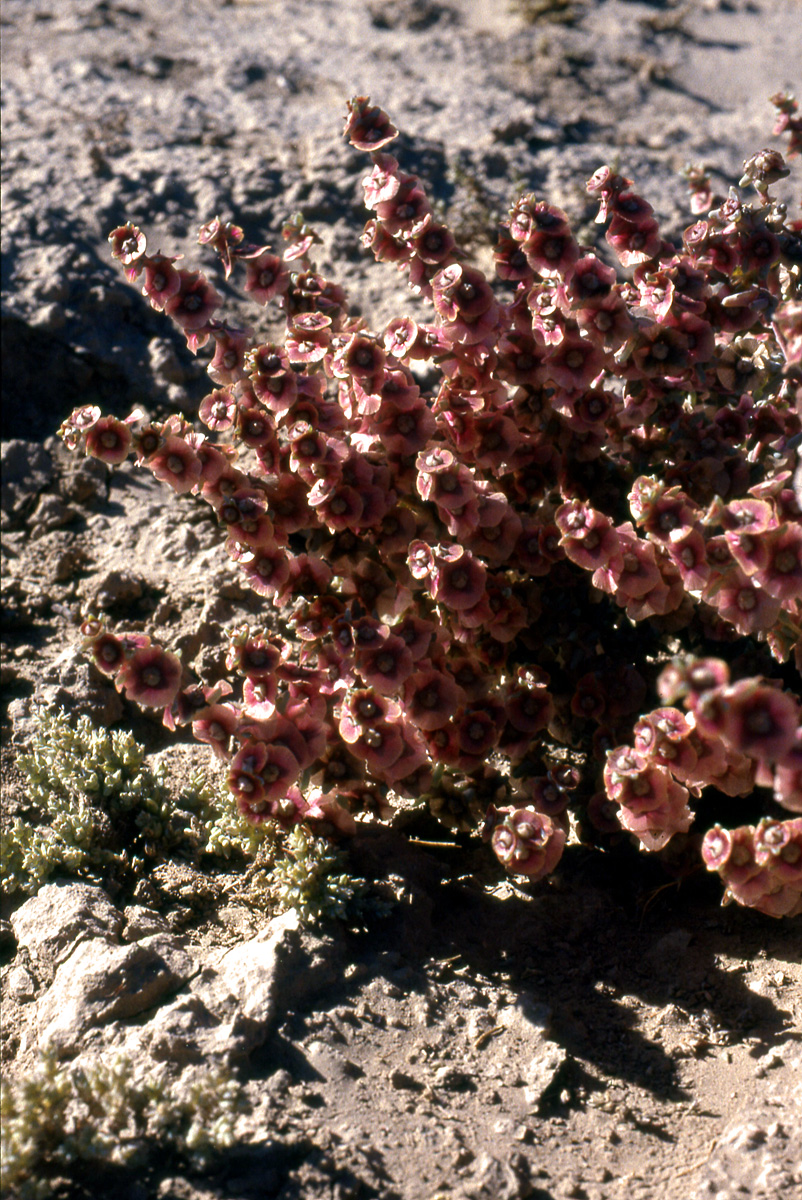